# Romite
La romite è una miscela esplosiva, ovvero unione intima di una o più sostanze chimiche della quale almeno una è esplosiva, della famiglia delle Chedditi, composta da Nitrato d'ammonio (49%), Clorato di potassio (39%), Naftalina o Paraffina (12%), inventata da Mr. Sjoberg, ingegnere svedese,  successivamente impiegata anche dal Regio Esercito nel secondo conflitto mondiale, come carica esplosiva nelle mine e nella Bomba a mano anticarro improvvisata tipo "Pazzaglia".